# 크레시미르 1세
크레시미르 1세(크로아티아어: Krešimir I, 생년 미상 ~ 945년)는 크로아티아의 국왕(재위: 935년 ~ 945년)이다. 트르피미로비치 왕조(Trpimirović) 출신이다.

## 생애
트르피미르 2세(Trpimir II)의 아들로 태어났으며 935년에 트르피미르 2세의 뒤를 이어 크로아티아의 국왕으로 즉위했다. 크레시미르 1세 시대의 크로아티아는 트르피미르 1세 시대와 마찬가지로 강한 군사력을 보유했다.
슬하에 2명의 아들(첫째 아들인 미로슬라브(Miroslav), 둘째 아들인 미하일로 크레시미르 2세(Mihajlo Krešimir II))을 두었는데 이들은 나중에 왕위 계승 분쟁을 겪게 된다. 크로아티아의 왕위는 미로슬라브가 승계받았다.
| 전임 트르피미르 2세 | 크로아티아의 국왕 935년 ~ 945년 | 후임 미로슬라브 |